# Vengeance 2004
Vengeance 2004 was een professioneel worstel-pay-per-viewevenement dat geproduceerd werd door World Wrestling Entertainment (WWE). Dit evenement was de vierde editie van Vengeance en vond plaats in de Hartford Civic Center in Hartford, Connecticut op 11 juli 2004.
De belangrijkste gebeurtenis was een match tussen de kampioen Chris Benoit en Triple H voor de World Heavyweight Championship. Chris benoit won de match en verlengde zijn titel.

## Resultaten
| Nr.                                                                          | Match                                                                                               | Winnaar(s)        |
| ---------------------------------------------------------------------------- | --------------------------------------------------------------------------------------------------- | ----------------- |
| -                                                                            | Val Venis (with Nidia) vs. Tyson Tomko (met Trish Stratus) in een een-op-eenmatch                   | Tyson Tomko       |
| 1                                                                            | Tajiri & Rhyno vs. Garrison Cade & Jonathan Coachman in een tag team match                          | Tajiri & Rhyno    |
| 2                                                                            | Chris Jericho vs. Batista in een een-op-eenmatch                                                    | Batista           |
| 3                                                                            | La Résistance (c) vs. Ric Flair & Eugene in een tag team match voor het World Tag Team Championship | La Résistance (c) |
| 4                                                                            | Kane vs. Matt Hardy in een No Disqualification match                                                | Matt Hardy        |
| 5                                                                            | Randy Orton (c) vs. Edge in een een-op-eenmatch voor het WWE Intercontinental Championship          | Edge (nc)         |
| 6                                                                            | Molly Holly vs. Victoria in een een-op-eenmatch                                                     | Victoria          |
| 7                                                                            | Chris Benoit (c) vs. Triple H in een een-op-eenmatch voor het World Heavyweight Championship        | Chris Benoit (c)  |
| (c) huidige kampioen voor en na de match \| (nc) nieuwe kampioen na de match | |                   |